# MACS0647-JD
MACS0647-JD – bardzo odległa galaktyka, jedna z najbardziej odległych znanych galaktyk, położona jest w gwiazdozbiorze Żyrafy. Jej odległość od Ziemi szacowana jest na z=10,7+0,6−0,4 (około 13,3 miliardów lat świetlnych). Światło, które dotarło teraz na Ziemię zostało wyemitowane przez tę galaktykę, kiedy wiek Wszechświata wynosił zaledwie 3% jego obecnego wieku, obecnie obserwowana galaktyka powstała 420 milionów lat po Wielkim Wybuchu.
Galaktyka została odkryta w ramach programu Cluster Lensing And Supernova Survey with Hubble (CLASH), w ramach którego astronomowie dokonują przeglądu nieba poszukując odległych obiektów, których światło zostało wzmocnione przez soczewkowanie grawitacyjne innych masywnych obiektów.
W odkryciu MACS0647-JD pomogła masywna gromada galaktyk MACSJ0647.7+7015 (z=0,591). Dzięki soczewkowaniu grawitacyjnemu tej gromady z Ziemi widziany jest potrójny obraz galaktyki MACS0647-JD, poszczególne obrazy wzmocnione są osiem, siedem i dwa razy.
MACS0647-JD jest bardzo małym obiektem, szacuje się, że jego średnica wynosi zaledwie 600 lat świetlnych i może być nawet jeszcze nie do końca sformowaną galaktyką. Dla porównania Droga Mleczna, w której znajduje się Ziemia ma średnicę 100-120 tysięcy lat świetlnych.
Galaktyka położona jest zbyt daleko, aby jej odległość mogła być potwierdzona spektroskopowo. Jej odległość została oszacowana na podstawie innych przesłanek, między innymi dlatego, że widzialna jest ona wyłącznie przy użyciu czerwonych filtrów. Po wyeliminowaniu innych możliwości może to tylko oznaczać, że jej światło uległo bardzo znacznemu przesunięciu ku czerwieni, co oznacza, że jest ona położona w znacznej odległości od Ziemi.